# Miquel Puig i Catasús
Miquel Puig i Catasús   (Vilafranca del Penedès, 1800 - Barcelona, 17 de setembre de 1863) fou un industrial pioner, fundador de la Colònia Sedó i empresari amb lligams colonials.

## Biografia
Va néixer l’any 1800 a Vilafranca del Penedès, dins d’una família d’origen pagesívol de la Geltrú, amb vincles estrets amb Sant Pere de Ribes i Vilanova. Al llarg del segle XIX, diversos membres del seu entorn familiar van emigrar a Cuba, on assoliren una notable fortuna vinculada a l’activitat comercial i esclavista, incloent-hi la possessió d’un enginy prop de Matanzas i una casa de comerç a Nova Orleans. Aquesta vinculació colonial fou clau per a la trajectòria econòmica de la nissaga.
Amb esperit emprenedor i una clara visió industrial, Miquel Puig fundà l’any 1841 a Barcelona la societat Miquel Puig i Companyia, especialitzada en la producció de filats de cotó. L’origen del capital d’aquesta societat era íntegrament de procedència colonial, fruit de les activitats comercials familiars, especialment amb el comerç del vi i del cotó. Els socis de l’empresa estaven presents en tots els nodes del circuit econòmic: alguns tenien propietats vitivinícoles a Vilanova i rodalia; d’altres, eren mariners, boters o accionistes de naus.
El 1846, Puig adquirí el molí fariner de Can Broquetes a Esparreguera, atret per la seva privilegiada situació al costat del riu Llobregat i per la roda hidràulica existent. El seu interès no era agrícola, sinó industrial: volia aprofitar el cabal per generar energia. A partir d’aquesta adquisició, i mitjançant una resclosa i un aqüeducte que milloraren l’aprofitament hidràulic, inicià la construcció de la que esdevindria una de les colònies industrials més emblemàtiques de Catalunya: la Colònia Sedó. La fàbrica s'inaugurà l’any 1850 amb 3.500 pues de filar i 100 telers mecànics, i donava feina a prop de 150 treballadors.
El projecte industrial cresqué ràpidament: el 1853 s’importà una nova roda hidràulica d’Anglaterra i, a mesura que les necessitats augmentaven, s’hi injectaven nous recursos provinents dels socis, sempre vinculats al món colonial. Durant la dècada de 1850, Puig va crear també altres fàbriques a Monistrol, Navarcles i Sants (Barcelona). La de Sants, inaugurada el 1859, tenia per funció estampar els teixits elaborats a Esparreguera.
El 1851, aprofitant el procés de desamortització dels béns eclesiàstics decretat pel govern espanyol, Puig adquirí per subhasta pública el convent de Sant Ramon de Penyafort, a la Ràpita, a través del notari Manuel Clavillart. Aquesta adquisició va suposar l’establiment de la família Puig al castell de Penyafort, que esdevingué la residència familiar habitual durant generacions. L’any 1858, la Consueta de la parròquia de Santa Margarida ja recollia que, tot i ser propietat particular, l’església de l’antic convent continuava sota la cura eclesiàstica local.
Miquel Puig morí el 17 de setembre de 1863, deixant una sòlida estructura empresarial al seu fill Josep Puig i Llagostera (1834-1879), hereu de set germans. Josep, nascut a Vilafranca del Penedès, tingué una joventut agitada: estudià als Escolapis de Barcelona, d’on fou expulsat, treballà als ferrocarrils, estudià enginyeria a Madrid i nàutica a la Llotja de Barcelona, i col·laborà amb diverses empreses ferroviàries. En el moment de la mort del seu pare, residia a Londres com a corresponsal de l’empresa familiar.
El relleu generacional no fou senzill. L’etapa de Josep Puig començà en ple context de crisi, marcat per la “fam de cotó” derivada de la Guerra de Secessió americana, la sortida de socis i fortes pèrdues inicials. Malgrat això, demostrà caràcter i capacitat d’innovació: el 1863, instal·là la primera turbina hidràulica i revaloritzà els actius de l’empresa. Fou capaç d’atreure figures com els germans Girona, inversors rellevants de l’època, i començà a construir un poble obrer al voltant de la fàbrica d’Esparreguera, tot consolidant el model de colònia industrial.
Josep Puig fou també diputat a les Corts de Madrid i tingué una marcada personalitat excèntrica i provocadora. Semblava simpatitzar amb la francmaçoneria i fou un actiu defensor dels interessos industrials catalans dins del moviment proteccionista.
La nissaga Puig mantingué la seva influència durant dècades. L’esposa de Miquel, Rosa Amat, morí el 1943 i fou enterrada a Santa Margarida. Finalment, el castell de Penyafort fou venut pels descendents l’any 1947, tancant un capítol destacat de la història econòmica, industrial i familiar del Penedès i de la conca del Llobregat.